# Andreas Thiel
Andreas Thiel, nemški rokometaš, * 3. marec 1960, Lünen.
Leta 1984 je na poletnih olimpijskih igrah v Los Angelesu v sestavi zahodnonemške rokometne reprezentance osvojil srebrno olimpijsko medaljo.
Udeležil se je tudi iger leta 1992 (10. mesto) in leta 1996 (7. mesto). 